# ماولیوتوو (شهرستان میشکینسکی، باشقیرستان)
ماولیوتوو (انگلیسی: Mavlyutovo, Mishkinsky District, Republic of Bashkortostan) یک شهرک در شهرستان میشکینسکی استان باشقیرستان کشور روسیه است.